# Alton (Staffordshire)
Alton ist ein Dorf in Staffordshire, England. Es ist bekannt für den Themenpark Alton Towers, der um das Gelände des Alton Mansion herum gebaut wurde, das den Earls of Shrewsbury gehörte und von Augustus Pugin entworfen wurde. In der Karte von 1914 von Whiston gab es im Dorf Kupferwerke.
Das Dorf liegt auf der Ostseite des River Churnet. Es wird im Domesday Book erwähnt und enthält zahlreiche Gebäude von architektonischem Interesse; das Round-House, Alton Castle (jetzt ein katholisches Jugendzentrum für Exerzitien), die St. Peter’s Church, das Malt House, die St. John’s Church und Alton Towers.
Alton war an den Bahnhof Alton angebunden, der am 13. Juli 1849 von der North Staffordshire Railway eröffnet und im Januar 1965 geschlossen wurde.
The Chained Oak in Alton wurde durch die Fahrt Hex – The Legend of the Towers in Alton Towers und die Legende um den Earl of Shrewsbury berühmt.

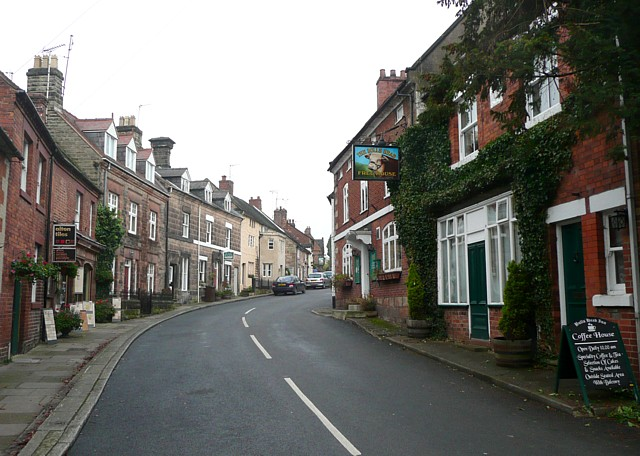
Hauptstraße von Alton